# Re (Norwegen)

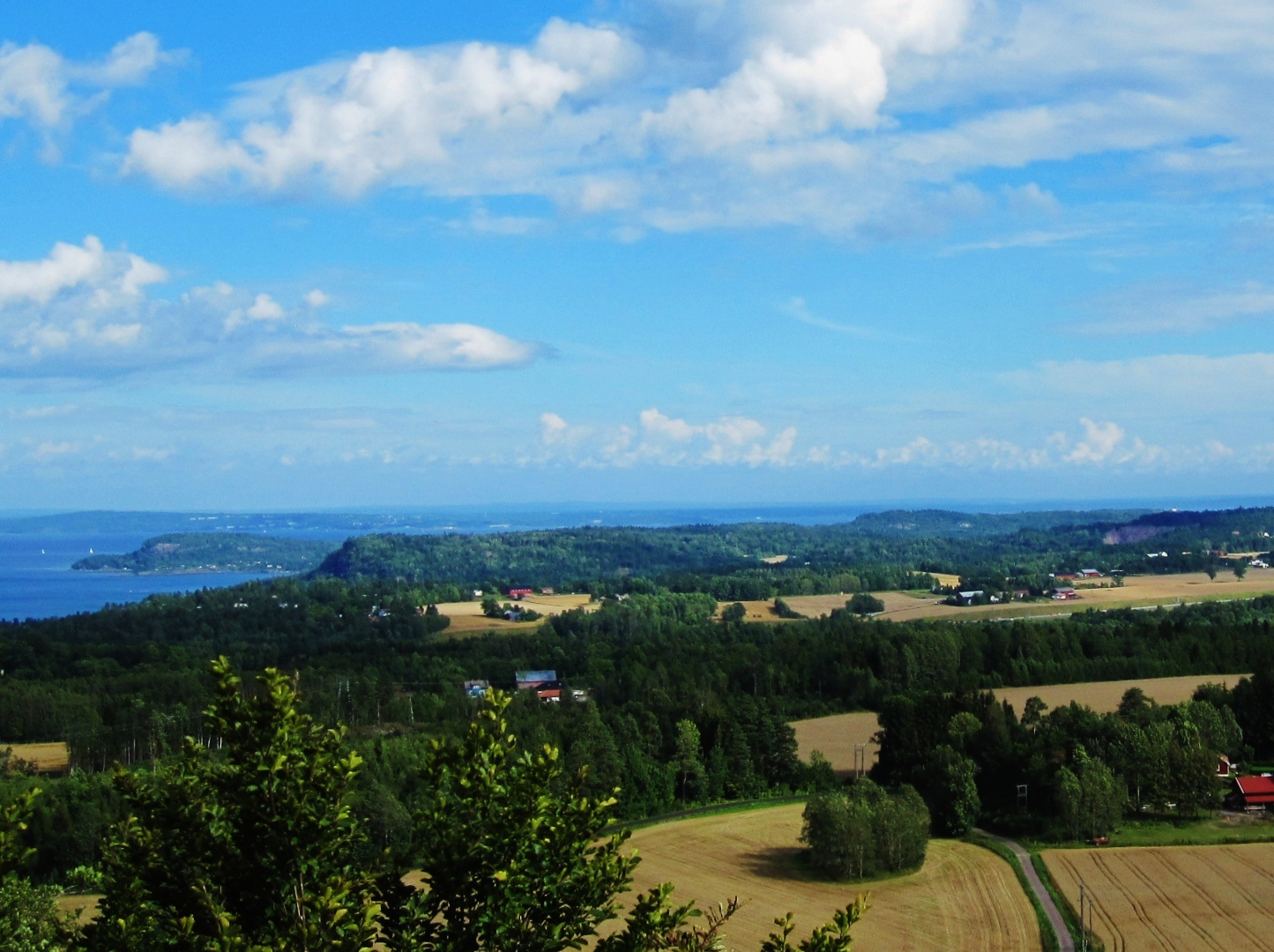
Küstenlandschaft bei Re

Re war eine Kommune in der norwegischen Provinz Vestfold. Ihr Verwaltungssitz lag in Revetal.
Auf einer Fläche von 225 km² lebten 9730 Einwohner (Stand: 1. Januar 2019). Die Kommunennummer war 0716. Letzter Bürgermeister war Thorvald Hillestad (Sp).
Re grenzte im Norden an Hof und Holmestrand, im Westen an Horten, im Süden an Tønsberg und Sandefjord, im Osten an Lardal. Mit ihren großflächigen Feldern entlang des Bischofswegs, der durch Re führte, war die Kommune eine der ertragreichsten Landwirtschaftsregionen Norwegens.

## Geschichte
Die Kommune Re wurde am 1. Januar 2002 als Zusammenschluss der Kommunen Våle und Ramnes errichtet. Die Wahl des Namens Re lässt sich auf die Schlacht bei Re von 1177 zurückführen, von der Snorri Sturluson in der Heimskringlasaga berichtet. Dieser Bericht endet mit einer Schlacht zwischen Magnus Erlingsson und dem Birkebeinerkönig Øystein Øysteinson. Diese Schlacht soll sich dem Bericht zufolge in der Nähe der heutigen Kirche von Ramnes zugetragen haben.
Im Zuge der Kommunalreform in Norwegen wurde Re zum 1. Januar 2020 nach Tønsberg eingemeindet.

## Wappen

Wappen von Re

Beschreibung: Das Wappen zeigt in grün ein fünfstrahliges goldenes Glevenrad.

## Söhne und Töchter der Kommune
- Kåre Holt (1916–1997), Schriftsteller